# Parafia św. Ojca Pio w Mszczonowie
Parafia św. Ojca Pio w Mszczonowie – parafia należąca do dekanatu Mszczonów diecezji łowickiej. Została erygowana w 2008. Nabożeństwa sprawowane są w tymczasowej kaplicy przy ulicy Tarczyńskiej, trwa budowa nowego kościoła.